# Монтекио Емилија
Монтекио Емилија (итал. Montecchio Emilia) је насеље у Италији у округу Ређо Емилија, региону Емилија-Ромања.
Према процени из 2011. у насељу је живело 8482 становника. Насеље се налази на надморској висини од 102 м.

## Становништво
Према резултатима пописа становништва 2011. у општини је живело 10.201 становника.
| 1931. | 1936. | 1951. | 1961. | 1971. | 1981. | 1991. | 2001. | 2011.  |
| ----- | ----- | ----- | ----- | ----- | ----- | ----- | ----- | ------ |
| 5.521 | 5.538 | 5.777 | 5.789 | 6.330 | 7.389 | 8.043 | 8.742 | 10.201 |